# 4151 Alanhale
4151 Alanhale eller 1985 HV1 är en asteroid i huvudbältet som upptäcktes den 24 april 1985 av det amerikanska astronom paret Eugene M. och Carolyn S. Shoemaker vid Palomar-observatoriet. Den är uppkallad efter den amerikanske astronomen Alan Hale.
Asteroiden har en diameter på ungefär 19 kilometer och den tillhör asteroidgruppen Themis.